# Anna Ustinowa
Anna Nikolajewna Ustinowa (russisch А́нна Никола́евна Усти́нова, engl. Transkription Anna Nikolaevna Ustinova; * 8. Dezember 1985 in Semipalatinsk, Kasachische SSR, UdSSR) ist eine ehemalige kasachische Leichtathletin, die sich auf den Hochsprung spezialisiert hat.

## Sportliche Laufbahn
Erste internationale Erfahrungen sammelte Anna Ustinowa im Jahr 2002, als sie bei den Juniorenasienmeisterschaften in Bangkok mit einer Höhe von 1,76 m die Bronzemedaille gewann. Zwei Jahre später siegte sie bei den Juniorenasienmeisterschaften in Ipoh mit 1,84 m und belegte anschließend bei den Juniorenweltmeisterschaften in Grosseto mit 1,84 m den siebten Platz. 2005 nahm sie an der Sommer-Universiade in Izmir teil und erreichte dort mit einer Höhe von 1,80 m Rang sieben und gewann daraufhin bei den Asienmeisterschaften in Incheon mit 1,84 m die Bronzemedaille hinter der Kirgisin Tatjana Jefimenko und Jing Xuezhu aus China. Anschließend gewann sie bei den Hallenasienspielen in Bangkok mit 1,84 m die Silbermedaille hinter der Thailänderin Noengrothai Chaipetch. Im Jahr darauf nahm sie erstmals an den Asienspielen in Doha teil und wurde dort mit übersprungenen 1,84 m Sechste.
2007 gewann sie bei den Asienmeisterschaften in Amman mit 1,91 m die Bronzemedaille hinter der Kirgisin Jefimenko und ihrer Landsfrau Jekaterina Jewsejewa. Anschließend sicherte sie sich bei der Sommer-Universiade in Bangkok mit 1,90 m die Silbermedaille hinter ihrer Landsfrau Marina Aitowa und schied dann bei den Weltmeisterschaften in Osaka mit 1,88 m in der Qualifikation aus. Ende Oktober gewann sie dann bei den Hallenasienspielen in Macau mit 1,88 m die Bronzemedaille hinter der Thailänderin Chaipetch und Landsfrau Jewsejewa. Bei den Leichtathletik-Hallenasienmeisterschaften 2008 in Doha gewann sie mit 1,91 m die Silbermedaille hinter Jefimenko und 2009 schied sie bei den Studentenweltspielen in Belgrad mit 1,80 m in der Qualifikation aus. 2010 gewann sie bei den Hallenasienmeisterschaften in Teheran mit 1,86 m die Silbermedaille hinter ihrer Landsfrau Marina Aitowa und schied anschließend bei den Hallenweltmeisterschaften in Doha mit 1,81 m in der Vorrunde aus. Beim IAAF Continental Cup in Split wurde sie mit einer Höhe von 1,88 m Fünfte und gewann daraufhin bei den Asienspielen in Guangzhou mit 1,90 m die Bronzemedaille hinter den Usbekinnen Svetlana Radzivil und Nadiya Dusanova. 2011 belegte sie bei den Asienmeisterschaften in Kōbe mit 1,85 m den vierten Platz und erreichte anschließend bei der Sommer-Universiade in Shenzhen mit übersprungenen 1,84 m Zehnte. 2012 bestritt sie in Almaty ihren letzten Wettkampf und beendete dann ihre Karriere als Leichtathletin im Alter von 26 Jahren.
In den Jahren 2006 und 2007 sowie 2010 und 2012 wurde Ustinowa kasachische Meisterin im Freien sowie 2005, 2007, 2008, 2010 und 2012 auch in der Halle.

## Persönliche Bestleistungen
- Hochsprung: 1,93 m, 5. Juni 2010 in Bengaluru
  - Hochsprung (Halle): 1,92 m, 5. Februar 2005 in Qaraghandy